# 加爾默羅會教堂

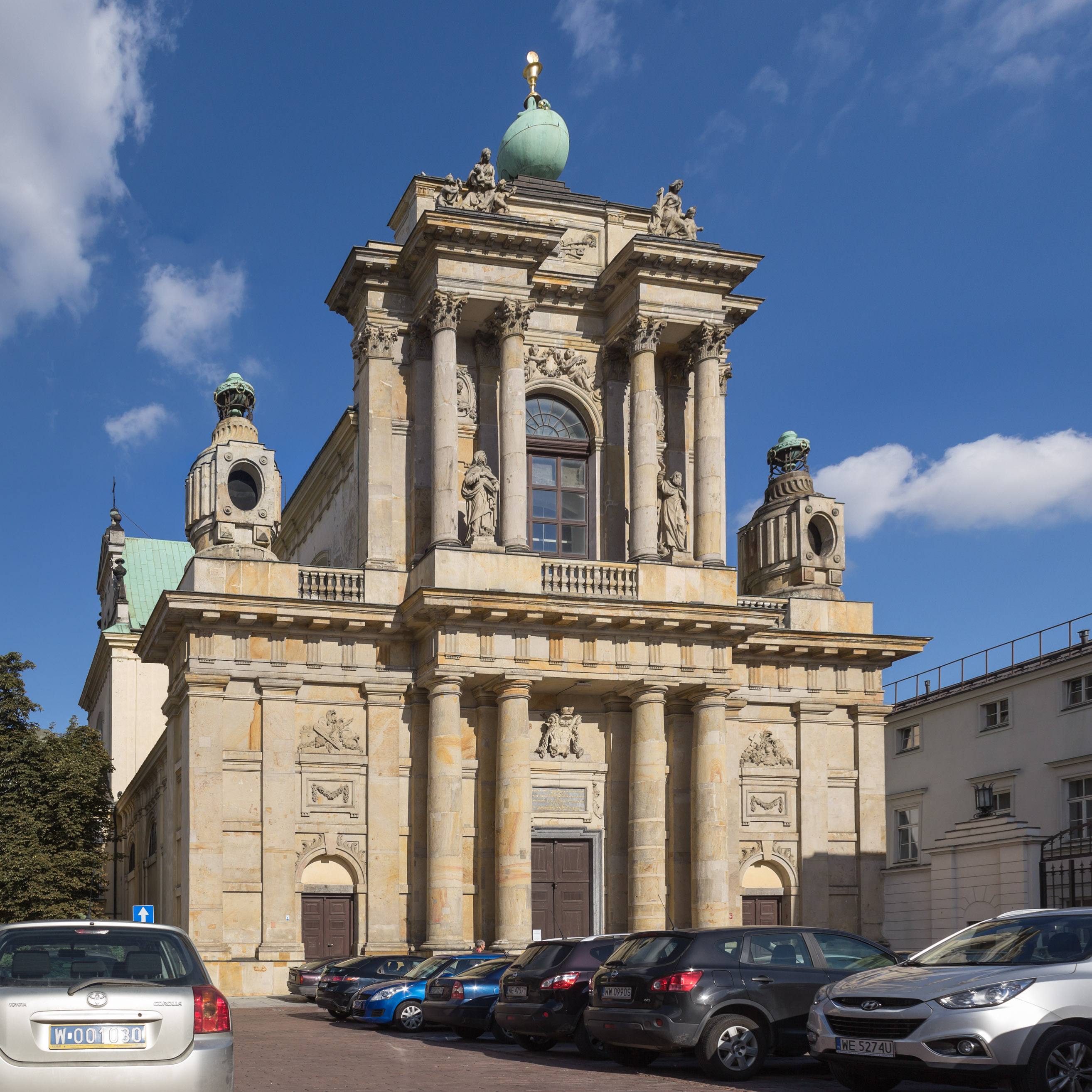

加爾默羅會教堂（波蘭語：Kościół Karmelitów）是位於波蘭首都華沙克拉科夫郊區街的一座羅馬天主教的教堂。教堂修建於1761年至1783年期間，是華沙新古典主義外觀特徵最強的教堂。二戰期間，教堂只受到了輕微程度的損壞。在聖約翰主教座堂修復之前，加爾默羅會教堂曾是座準主教座堂。

## 外部連結
- Carmelite Church （页面存档备份，存于）
- （波兰語） www.warszawa1939.pl（页面存档备份，存于）
- （波兰語） www.dziedzictwo.ekai.pl（页面存档备份，存于）

52°14′36″N 21°00′56″E / 52.24333°N 21.01556°E